# Hesso I. von Backnang
Hesso I. von Backnang, auch Hesso der Ältere, gilt als erster Herr von Backnang aus der Dynastie der Hessonen.
Er wird im Nekrolog des Stifts Backnang, wo ihm der Beiname „der Gute“ gegeben wird, als Vater des Hesso II. genannt. Die genaue zeitliche Einordnung ist mangels eindeutiger Quellen unsicher.
Vermutlich ist er mit dem Hesso identisch, der zusammen mit seinem Sohn (dann Hesso II.) im Jahr 1067 eine Schenkung bezeugt. Zeitlich müsste er dann auch mit dem letzten hessonischen Grafen im Sülchgau (1057 bezeugt) identisch sein, was bedeutet, dass während seiner Herrschaft um die Mitte des 11. Jahrhunderts der Familienschwerpunkt nach Backnang verlagert wurde. Seine Eltern wären dann höchstwahrscheinlich der 1027 belegte Hesso, Graf im Sülchgau und Murrgau, und dessen Frau Gisela von Backnang, die die Stadt Backnang in die Dynastie einbrachte. Hesso I. wäre damit wohl auch mit deren um 1050 genannten Sohn Hesso von Blansingen identisch, der einen Bruder namens Gerung hatte und bedeutende Ländereien am südlichen Oberrhein besaß.
Die Durchnummerierung der Hessonen-Herrscher ist nicht einheitlich, gelegentlich wird bereits sein Vater, der Ehemann der Gisela, als Hesso I. von Backnang gezählt, die Ordnungszahlen verschieben sich in diesem Fall um eine Generation.